# Archiulus cingulatus
Archiulus cingulatus är en mångfotingart som beskrevs av Carl Graf Attems 1927. Archiulus cingulatus ingår i släktet Archiulus och familjen kejsardubbelfotingar. Inga underarter finns listade i Catalogue of Life.